# La Barre (Jura)
La Barre ist eine französische Gemeinde mit 247 Einwohnern (Stand 1. Januar 2022) im Département Jura in der Region Bourgogne-Franche-Comté. Sie gehört zum Arrondissement Dole und zum Kanton Mont-sous-Vaudrey. La Barre liegt am rechten Ufer des Doubs. Die Nachbargemeinden sind Gendrey im Norden, Monteplain im Osten, Ranchot im Südosten, Rans und Étrepigney im Süden sowie Orchamps im Westen.

## Bevölkerungsentwicklung
| Jahr                       | 1962 | 1968 | 1975 | 1982 | 1990 | 1999 | 2008 | 2018 |
| -------------------------- | ---- | ---- | ---- | ---- | ---- | ---- | ---- | ---- |
| Einwohner                  | 184  | 184  | 153  | 158  | 176  | 230  | 234  | 236  |
| Quellen: Cassini und INSEE |      |      |      |      |      |      |      |      |